# Peristylus affinis
Peristylus affinis là một loài thực vật có hoa trong họ Lan. Loài này được (D.Don) Seidenf. mô tả khoa học đầu tiên năm 1977.